# Resolució 1532 del Consell de Seguretat de les Nacions Unides
La Resolució 1532 del Consell de Seguretat de les Nacions Unides fou adoptada per unanimitat el 12 de març de 2004. Després de recordar totes les resolucions anteriors sobre la situació a Libèria i Àfrica occidental, inclosa la Resolució 1521 (2003), el Consell va congelar els actius de l'ex president  Charles Taylor, la seva família i altres associats.
Charles Taylor, que s'havia exiliat del país, va ser acusat d'utilitzar fons apropiats indegudament per interferir en assumptes liberians.

## Resolució

### Observacions
Al Consell de Seguretat li preocupaven les accions i les polítiques de l'ex president de Libèria, Charles Taylor, en particular l'esgotament i l'espoli dels recursos naturals del país que minaven la transició cap a la democràcia del país. Va subratllar la necessitat de retornar els fons i els actius apropiats a Libèria per part de la comunitat internacional i va expressar la seva preocupació perquè Charles Taylor i els seus associats encara en tinguessin control sobre ells.

### Actes
Actuant sota Capítol VII de la Carta de les Nacions Unides, el Consell es va congelar els actius de Charles Taylor, la seva dona i el seu fill Charles McArther Emmanuel, a més d'associats i membres del règim, a banda de les excepcions humanitàries. Altres persones sancionades hauran de ser determinades pel Comitè establert en la Resolució 1521. Es va demanar al Comitè que identifiqui i actualitzi actius o recursos controlats per Charles Taylor, els seus propis associats i que es publiqui aquesta informació al seu lloc web. Les mesures seran revisades abans del 22 de desembre de 2004.
Finalment, la resolució expressa la intenció del Consell de considerar si o com fer que els fons congelats estiguin disponibles per beneficiar el poble liberià, una vegada que el nou govern del Govern de Libèria ha establert mecanismes transparents de comptabilitat i auditoria. Els fons de Taylor a Libèria van ser congelats a mitjans d'octubre de 2004.